# East Antrim (circonscription du Parlement britannique)
East Antrim est une circonscription électorale britannique située en Irlande du Nord.